# Giulio Cisco
Giulio Cisco (Rossano Veneto, 5 ottobre 1920 – Milano, 23 novembre 1999) è stato un giornalista e scrittore italiano.

## Biografia
Dal 1934 ha vissuto Vicenza dove il padre Luigi, medico condotto del paese natale, era stato trasferito. Qui, nel 1945, comincia la sua attività giornalistica presso il Giornale di Vicenza. Negli anni cinquanta passa definitivamente a Milano dove lavora al Il Giorno diventandone capocronista.
Ha collaborato con la radio e la televisione rappresentando commedie quali Otto di meno (1950), Ragionamenti di donna (1950), La gimcana (1951), Un uomo tra i piedi (1960) e Vengo con te Cristina (1967).
Ha inoltre pubblicato due romanzi (La patria riconoscente e La contessina venuta da Venezia), ambientati nell'immaginario paese di Campon, chiaramente ispirato alla nativa Rossano.
Con La patria riconoscente è stato tra i cinque finalisti al Premio Campiello 1988. Nel 1989 ha ottenuto la cittadinanza onoraria dall'amministrazione comunale di Rossano Veneto.